# São Paulo (canção de The Weeknd e Anitta)
São Paulo é uma canção do cantor canadense The Weeknd e da cantora brasileira Anitta, lançada em 30 de outubro de 2024, pela XO e Republic Records, como o terceiro single do sexto álbum de estúdio de The Weeknd, Hurry Up Tomorrow (2025). The Weeknd produziu a canção junto com Mike Dean, e Sean Solymar a coproduziu.

## Antecedentes
O single marca a primeira colaboração entre o cantor The Weeknd com a cantora brasileira Anitta. Os fãs já especulava sobre uma futura parceria por supostos vazamentos, mas nenhuma confirmação. E no show, para promover seu próximo álbum e comemorar seu último projeto sob o nome de The Weeknd, o artista realizou um show único em São Paulo chamado “one-night-only” em 7 de setembro de 2024. A apresentação foi uma surpresa, pois Anitta surgiu no palco inicialmente disfarçada como uma das dançarinas de The Weeknd.

## Promoção
Em 27 de outubro, Anitta compartilhou uma postagem mostrando uma imagem de ultrassom de um bebê com dentes afiados e uma cauda bifurcada, perguntando se a criatura era bonita, ao que o Weeknd respondeu que ela era linda. A foto foi marcada com a data de 30 de outubro de 2024, que acabou sendo a data de lançamento do single. Anitta já havia postado uma foto de si mesma com uma barriga de bebê e uma máscara facial branca dois dias antes.

## Desempenho
Após seu lançamento, "São Paulo" quebrou o recorde de maior estreia de uma música de funk brasileiro na história do Spotify, com 4,8 milhões de streams, superando o recorde anteriormente detido pelo single "Vai Malandra" de Anitta, que registrou 2,1 milhões de streams.

### Tabelas Semanais
| País – Tabela musical (2024)                        | Melhor posição |
| --------------------------------------------------- | -------------- |
| Alemanha (Offizielle Deutsche Charts)               | 16             |
| Austrália (ARIA)                                    | 32             |
| Áustria (Ö3 Austria Top 75)                         | 13             |
| Brasil (Billboard Brasil Hot 100)                   | 5              |
| Canadá (Canadian Hot 100)                           | 35             |
| Croácia (Billboard)                                 | 21             |
| Eslováquia (IFPI)                                   | 7              |
| Espanha (PROMUSICAE)                                | 78             |
| Estados Unidos (Billboard Dance/Electronic Songs)   | 2              |
| Estados Unidos (Billboard Hot 100)                  | 43             |
| Estados Unidos World Digital Song Sales (Billboard) | 2              |
| Finlândia (Suomen virallinen lista)                 | 49             |
| França (SNEP)                                       | 55             |
| Grécia Internacional (IFPI)                         | 1              |
| Hungria (Single Top 40)                             | 27             |
| Índia Internacional (IMI)                           | 17             |
| Irlanda (IRMA)                                      | 15             |
| Islândia (Tónlistinn)                               | 34             |
| Itália (FIMI)                                       | 30             |
| Japão Hot Overseas (Billboard)                      | 11             |
| Letônia (LaIPA)                                     | 3              |
| Letônia Airplay (TopHit)                            | 15             |
| Lituânia (AGATA)                                    | 3              |
| Lituânia Airplay (TopHit)                           | 25             |
| Luxemburgo (Billboard)                              | 9              |
| Mundo (Billboard Global 200)                        | 15             |
| Noruega (VG-lista)                                  | 34             |
| Nova Zelândia Hot Singles (RMNZ)                    | 2              |
| Países Baixos (Single Top 100)                      | 46             |
| Polônia (Polish Streaming Top 100)                  | 13             |
| Portugal (Billboard)                                | 1              |
| Reino Unido (UK Singles Chart)                      | 22             |
| República Checa (Singles Digitál Top 100)           | 36             |
| Romênia (Billboard)                                 | 11             |
| Suécia (Sverigetopplistan)                          | 42             |
| Suíça (Schweizer Hitparade)                         | 2              |